# Damage Boundary Curve
Die Damage Boundary Curve (kurz DBC) ist ein Mittel, um durch Stöße verursachte Schäden an einem Gegenstand zu entdecken. Die DBC trennt ein Stoßdiagramm in zwei Bereiche, in einen unkritischen und kritischen Stoßbereich. Ein Stoß, der den kritischen Bereich berührt, kann auf einen Gegenstand zerstörend wirken.

## Theorie

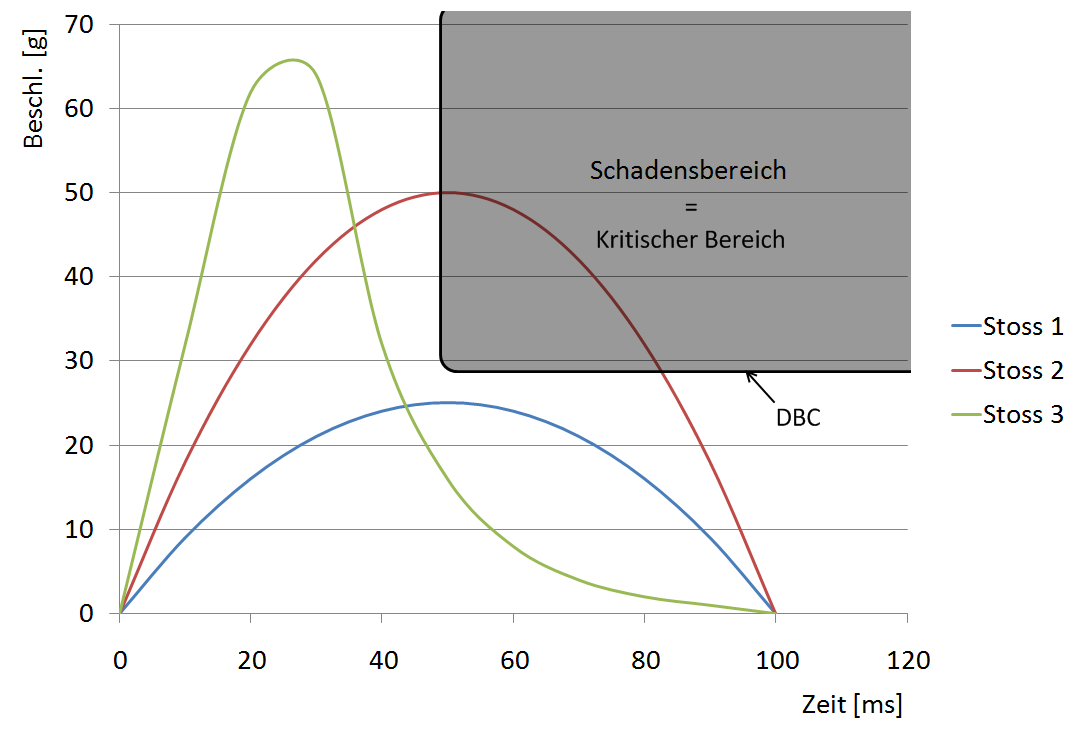
Abbildung 1: Stoßdiagramm mit einem kritischen, potentiell schädigenden Stoß.

Stöße werden in Beschleunigungs-Zeit-Diagrammen beschrieben, die Zeit auf der horizontalen und die Beschleunigung auf der vertikalen Achse. So sind im Diagramm Stöße durch Flächen über der Zeitachse zu erkennen. Eine große Fläche kennzeichnet einen starken Stoß, das heißt meist einen langen Stoß mit hohen Beschleunigungswerten.
Die DBC schneidet ein Diagramm in zwei Bereiche, mit einer Linie mitten durch das Diagramm. Auf der linken und unteren Linienseite ist der unkritische Stoßbereich, auf der oberen und rechten Linienseite der kritische Stoßbereich. Ein kritischer Stoß benennt einen starken Stoß mit zerstörendem Potential für einen Gegenstand. Die DBC ist für einen bestimmten Gegenstand bezeichnend. Je nachdem, wie sensibel ein Gegenstand auf Stöße reagiert, wird die DBC im Diagramm anders ausgerichtet.
Abbildung 1 zeigt ein Stoßdiagramm mit DBC. Das Diagramm enthält drei Stöße, wobei nur Stoß 2 den kritischen Bereich berührt und potentiell dem untersuchten Gegenstand Schaden zuführt.

## Praxis
Stoßdiagramme mit DBC werden unter anderem verwendet, um empfindliche und wertvolle Gütertransporte, Belastungen auf Gegenstände in Produktionsanlagen oder Belastungen auf Maschinen im produktiven Einsatz zu untersuchen. Dazu zeichnen Beschleunigungs-Logger Stöße auf, die auf den zu untersuchenden Gegenstand einwirkenden. Die Aufzeichnungen werden in einem Stoßdiagramm mit DBC dargestellt. Ist im Diagramm ein Stoß vorhanden, der den kritischen Bereich berührt, muss mit Schäden am Gegenstand gerechnet werden.